# A.Coignet & J.Ducruzel
Pour les articles homonymes, voir Coignet.
A.Coignet & J.Ducruzel est un constructeur automobile français.

## Production

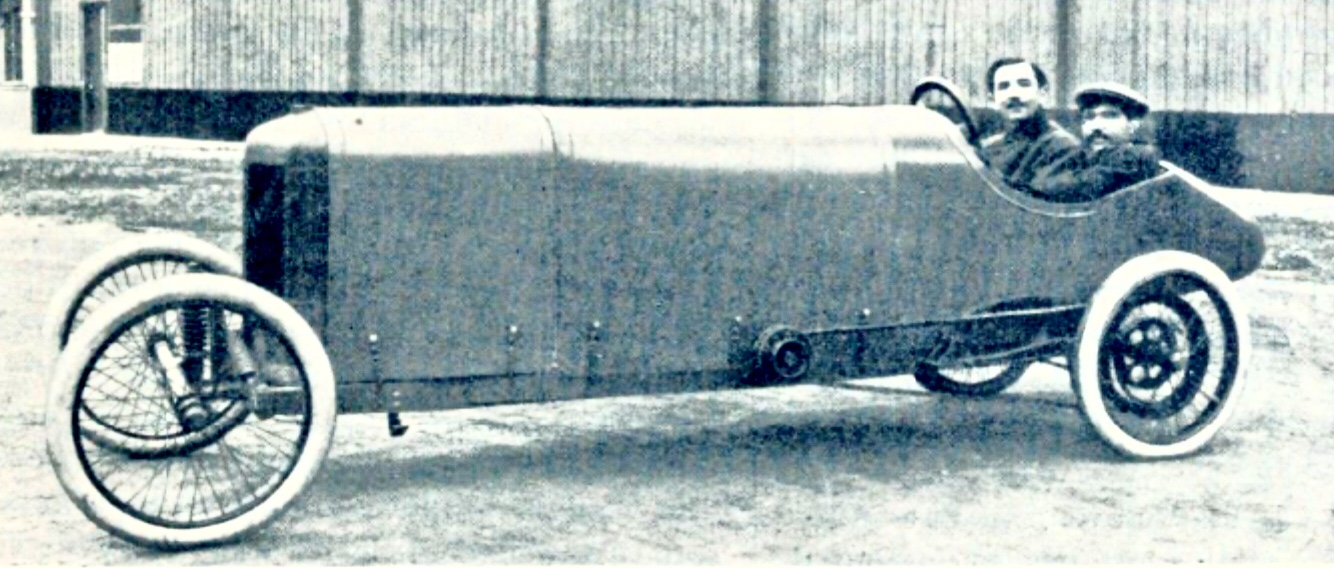
Automobilette.

L’entreprise basée à →Billancourt a commencé à produire des automobiles en 1911. Le nom de la marque était Automobilette. L’usine était située au 34 Quai du Point-du-Jour . En plus du nom de la marque 
Automobilette, la marque Coignet a également été utilisée entre 1912 et 1913. En 1919, l’entreprise est rebaptisée Constructions d’Automobile de Bellevue.  S’ensuit un déménagement à Bellevue en Seine-et-Oise.
Le char Saint-Chamond a été produit en 1917 dans un hangar d’une usine confisquée à Billancourt, au 34 Quai du Point du Jour. Cette usine fut l’usine de l’avionneur Gabriel Voisin jusqu’à la crue de la Seine en 1910, puis l’usine « l’Automobilette » des constructeurs automobiles Coignet et Ducruzel. La Coignet Type A avait un moteur monocylindre de 827 cm³ avec un alésage de 90 mm et une course de 130 mm. La puissance du moteur était de 8 HP. Une boîte de vitesses à trois rapports envoyait la puissance à l’essieu arrière. Le prix était de 2500 francs. La Coignet Type B avait un moteur bicylindre d’exactement 1000 cm³ avec un alésage de 70 mm et une course de 130 mm. La puissance était de 10 HP. Le prix était de 2900 francs. La production s’est terminée en 1924.